# (696) Леонора
(696) Леонора (англ. Leonora) — астероид главного пояса, который относится к спектральному классу Xc. Он был открыт 10 января 1910 года американским астрономом Джоэлом Меткалфом в Тонтонской обсерватории. Назван в честь жены математика Артура Сноу, который вычислил орбиту астероида. Тиссеранов параметр относительно Юпитера — 3,113.